# Sebastian Osigwe
Sebastian Osigwe (* 26. März 1994 in Luzern) ist ein nigerianisch-schweizerischer Fussballtorhüter.

## Karriere

### Verein
Osigwe begann seine Laufbahn in der Jugend des FC Kickers Luzern, bevor er zum Stadtrivalen FC Luzern wechselte. Im Mai 2011 absolvierte er eine Partie für die zweite Mannschaft der Innerschweizer in der damals drittklassigen 1. Liga. Im Sommer 2012 schloss er sich dem Fünftligisten FC Emmenbrücke an. In einem Jahr bei den Gelb-Schwarzen bestritt er 16 Spiele in der fünftklassigen 2. Liga interregional. Nach sechs Monaten ohne Verein unterschrieb er im Januar 2014 einen Vertrag beim Viertligisten FC Zug 94. Für Zug kam er bis Saisonende nicht in der nun viertklassigen 1. Liga zum Einsatz. Im Sommer 2014 wechselte er zum Ligakonkurrenten SC Kriens. In seiner Premierensaison in Kriens stand er in der regulären Ligasaison 13-mal im Tor. In den anschliessenden Play-offs gewann die Mannschaft einen der beiden Finals und stieg somit in die drittklassige Promotion League auf. Osigwe avancierte in der dritthöchsten Schweizer Spielklasse zum Stammtorhüter und absolvierte in drei Spielzeiten in der Promotion League je 29 Spiele. Im Frühjahr 2018 stieg der SC Kriens als Meister in die zweitklassige Challenge League auf. Am 20. Juli 2018, dem 1. Spieltag der Saison 2018/19, gab der Torhüter beim 1:1 gegen den FC Lausanne-Sport sein Debüt in der zweiten Schweizer Liga. Ab Herbst 2018 verlor er seinen Stammplatz an Simon Enzler und bestritt bis Saisonende lediglich zwölf Spiele in der Challenge League. In der folgenden Saison 2019/20 spielte er bis zur Unterbrechung des Spielbetriebs im Februar 2020 aufgrund der COVID-19-Pandemie 20-mal in der Liga. Später wurde sein Vertrag beim SC Kriens aufgelöst und Osigwe wechselte im Sommer 2020 zum Erstligisten FC Lugano. In seiner ersten Spielzeit bei den Tessinern fungierte er als zweiter Torhüter hinter Noam Baumann und kam zu neun Einsätzen in der erstklassigen Super League.

### Nationalmannschaft
Osigwe spielte für die nigerianische U-20-Auswahl.

## Erfolge
FC Lugano
- Schweizer Cupsieger: 2022